# Warren County (Missouri)
Das Warren County ist ein County im US-amerikanischen Bundesstaat Missouri. Im Jahr 2020 hatte das County 35.532 Einwohner und eine Bevölkerungsdichte von 31,8 Einwohnern pro Quadratkilometer. Der Verwaltungssitz (County Seat) ist Warrenton.
Das Warren County ist Bestandteil der Metropolregion Greater St. Louis.

## Geographie
Das County liegt im Osten von Missouri am Nordufer des unteren Missouri River, etwa 50 vor dessen Mündung in den Mississippi, der dort zugleich die Grenze zu Illinois bildet. Das Warren County hat eine Fläche von 1.134 Quadratkilometern, wovon 17 Quadratkilometer Wasserfläche sind. An das Warren County grenzen folgende Nachbarcountys:
|                   | Lincoln County  |                    |
| Montgomery County |                 | St. Charles County |
| Gasconade County  | Franklin County |                    |

## Geschichte

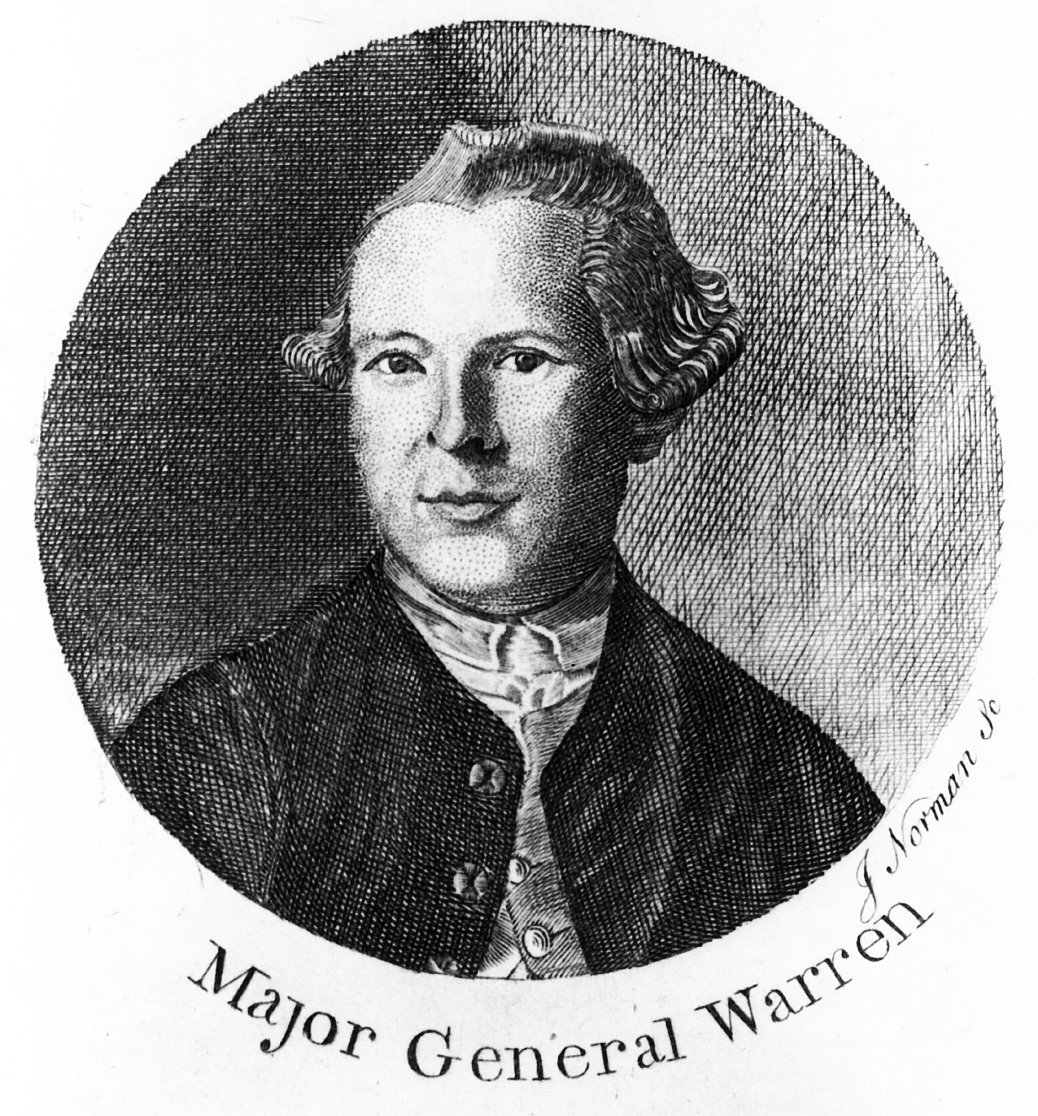
Joseph Warren

Das Warren County wurde 1833 aus ehemaligen Teilen des Montgomery County gebildet. Benannt wurde es, ebenso wie die Bezirkshauptstadt Warrenton, nach General Joseph Warren (1741–1775), der bei der Schlacht von Bunker Hill am 17. Juni 1775 im Amerikanischen Unabhängigkeitskrieg fiel.
In den 1850er Jahren gründete der 1831 nach Missouri ausgewanderte
Julius Mallinckrodt (1806–1888) aus Dortmund, Großgrundbesitzer in St. Charles County, die Kleinstadt Dortmund in Warren County, die heute nicht mehr existiert.

## Demografische Daten
Nach der Volkszählung im Jahr 2010 lebten im Warren County 32.513 Menschen in 11.559 Haushalten. Die Bevölkerungsdichte betrug 29,1 Einwohner pro Quadratkilometer.
Ethnisch betrachtet setzte sich die Bevölkerung zusammen aus 94,4 Prozent Weißen, 1,9 Prozent Afroamerikanern, 0,4 Prozent amerikanischen Ureinwohnern, 0,4 Prozent Asiaten sowie aus anderen ethnischen Gruppen; 1,8 Prozent stammten von zwei oder mehr Ethnien ab. Unabhängig von der ethnischen Zugehörigkeit waren 2,9 Prozent der Bevölkerung spanischer oder lateinamerikanischer Abstammung.
In den 11.559 Haushalten lebten statistisch je 2,56 Personen.
25,0 Prozent der Bevölkerung waren unter 18 Jahre alt, 60,4 Prozent waren zwischen 18 und 64 und 14,6 Prozent waren 65 Jahre oder älter. 50,2 Prozent der Bevölkerung war weiblich.

Das jährliche Durchschnittseinkommen eines Haushalts lag bei 49.201 USD. Das Prokopfeinkommen betrug 23.702 USD. 11,6 Prozent der Einwohner lebten unterhalb der Armutsgrenze.

## Ortschaften im Warren County
| Citys - Foristell1 - Marthasville - Truesdale | 0 - Warrenton - Wright City | Villages - Innsbrook - Pendleton - Three Creeks |

Unincorporated Communitys
| - Aspenhoff - Camp Branch - Dutzow - Hopewell | - Lake Sherwood - New Truxton - Treloar |

1- teilweise im St. Charles County

## Gliederung
Das Warren County ist in 7 Townships eingeteilt:
| - Bridgeport Township - Camp Branch Township - Charrette Township - Hickory Grove Township | - North Elkhorn Township - Pinckney Township - South Elkhorn Township |